# 国鉄チキ2700形貨車
国鉄チキ2700形貨車（こくてつチキ2700がたかしゃ）は、1962年（昭和37年）度にレキ1形冷蔵車から改造製作された、35t 積の二軸ボギー無蓋貨車（長物車）である。
本形式を改造したビレット（鋼片）輸送用貨車であるチキ1300形とチキ2800形についても記述する。

## 概要
日本の長物車は戦後まもなくチキ2600形が製作されて以来、長らく製作されなかった。ところが、東海道新幹線建設に伴うレール輸送で長物車の需要が高まり、不足気味であった。一方で、当時はレキ1形が大型故に持て余し気味であり、余剰となっていた。そこで余剰となっていた同形式の台枠、台車、ブレーキ等を流用し、長物車として改造製作したのが本形式である。1962年（昭和37年）度に郡山工場で90両（チキ2700 - チキ2789）が製作された。

## 構造
当初はレール輸送用として使用するため、荷摺木はなかったが、1964年（昭和39年）に汎用長物車として使用するため、荷摺木が追加された。床面は鋼板張りである。種車の台枠を流用した関係で、全長は14,700mmに伸びた。本形式の使い勝手がよかったため、この寸法は以降の長物車の標準となった。全幅は2,696mm、全高は2,935mm、台車中心間距離は10,300mm、自重は16.3t、換算両数は積車4.0、空車1.6であり、台車は種車から流用したTR24であるが、最高速度は75km/h。

## 運用の変遷
本形式は当初、レール輸送に使われたが、レール輸送が終息した1964年以降は、従来車より大型の車体を持っていたことから原木輸送に用いられたりした。1966年（昭和41年）にはチキ1300形とチキ2800形に改造された車両もあったが、その後はチキ7000形やチキ6000形に置き換えられる形で淘汰の対象となり、1982年（昭和57年）度に全廃された。

## 改造車

### バルクヘッドフラットカーへの改造
本形式から2両が妻板を追加して、バルクヘッドフラットカーへ改造された。車番はそのままである。

### チキ1300形への改造
35t 積のビレット（鋼片）輸送用長物車として1966年（昭和41年）度に22両（チキ1300 - チキ1321）が改造された。鹿児島本線西八幡駅に常備されていたが、1978年（昭和53年）度に形式消滅。

### チキ2800形への改造
35t 積のビレット（鋼片）輸送用長物車として1966年（昭和41年）度に24両（チキ2800 - チキ2823）が改造された。チキ1300形との違いは積載スペースが大型化したためである。鹿児島本線西八幡駅に常備されていたが、1984年（昭和59年）度に形式消滅。